# マルコス・マイダナ
マルコス・マイダナ（Marcos Maidana、1983年7月17日 - ）は、アルゼンチンのプロボクサー。サンタフェ州出身。元WBA世界スーパーライト級王者。元WBA世界ウェルター級王者。世界2階級制覇王者。
弟のファビアス・マイダナはプロボクサー。

## 来歴

### アマチュア時代
2003年、タイバンコクで開催された2003年世界ボクシング選手権大会にライトウェルター級出(63.5kg)で出場するが準々決勝で敗退した
。
2004年、アテネオリンピックアメリカ大陸予選に出場し準決勝で敗退、最終予選に進出するも準決勝でロック・アレンに敗退した。
アマチュア時代にルーカス・マティセーと4度対戦しており戦績は3勝0敗1分け。

### プロ時代
2004年6月12日、コリエンテス州コリエンテスのクルブ・デ・レガータスでデビュー戦を行い、初回50秒KO勝ちを収めデビュー戦を白星で飾った。
2006年12月22日、ブエノスアイレスでWBAフェデラテンスーパーライト級王者ミゲル・カリスト（パナマ）とWBA世界スーパーライト級王座挑戦者決定戦で対戦し、3回2分59秒TKO勝ちを収めWBAフェデラテン王座の獲得、WBA世界スーパーライト級王者アンドレアス・コテルニクへの挑戦権も獲得した。
2009年2月7日、ロストックのシュタットハレ・ロストックでWBA世界スーパーライト級王者アンドレアス・コテルニク（ウクライナ）に挑戦し、プロ初黒星となる12回1-2（114-115、115-113、113-115）の僅差での判定負けを喫し、王座獲得に失敗した。
2009年6月27日、WBA世界スーパーライト級暫定王座決定戦をWBA世界スーパーライト級3位のビクター・オルティス（アメリカ）と行った。1回にそれぞれ1度ずつダウン、2回にはマイダナが2度ダウン、6回にオルティスがダウンをした後レフェリーに試合を続行する意思が無いことを伝え、レフェリーがドクターにオルティスの右目上の傷をチェックさせたあと試合をストップした。試合ストップ時のスコアはジャッジが3人共に45-48でオルティスにつけており、大逆転で6回TKO勝ちとなり、暫定王座を獲得した 。
2009年11月21日、アルゼンチンサンタフェ州サンカレスのクラブ・デポルティボ・リベルタドでWBA世界スーパーライト級14位のウィリアム・ゴンサレス（パナマ）と対戦し、3回2分20秒KO勝ちを収め初防衛に成功した。
2010年3月27日、アメリカ合衆国ネバダ州ラスベガスのハードロック・ホテル・アンド・カジノでWBA世界スーパーライト級2位のビクトル・マヌエル・カージョ（ドミニカ共和国）と対戦し、6回KO勝ちを収め2度目の防衛に成功した 。
2010年8月28日、アルゼンチンブエノスアイレスのエスタディオ・ルナ・パルクでWBA世界スーパーライト級12位のデマーカス・コーリー（アメリカ）と対戦し、3-0（2者が117-110、115-112）の判定勝ちを収め3度目の防衛に成功した。
2010年12月11日、アメリカ合衆国ネバダ州ラスベガスのマンダレイ・ベイ・イベント・センターでWBA世界スーパーライト級正規王者アミール・カーン（イギリス）と団体内王座統一戦を行い、初回終了間際にカーンのボディブローを受けてダウンを喫し、5回には肘打ちの反則で減点1を取られる苦しい展開だったが、中盤以降盛り返して10回にはカーンをストップ寸前まで追い込んだものの、前半の失点が響き（2者が111-114、112-113）の判定負けを喫し団体内王座統一に失敗し、王座陥落した。
2011年4月9日、アメリカ合衆国ネバダ州ラスベガスのMGMグランド・ガーデン・アリーナで元3階級制覇王者でWBA世界スーパーライト級7位のエリック・モラレス（メキシコ）とWBA世界スーパーライト級暫定王座決定戦を行い、打ち合いの末に2-0（114-114、2者が116-112）の判定勝ちを収め王座返り咲きに成功した。
2011年7月23日、正規王者アミール・カーンがIBF世界スーパーライト級王者ザブ・ジュダーを破りWBA・IBF世界スーパーライト級統一王者となり、スーパー王座に昇格した為、暫定王者のマイダナがレギュラー王者に昇格した。

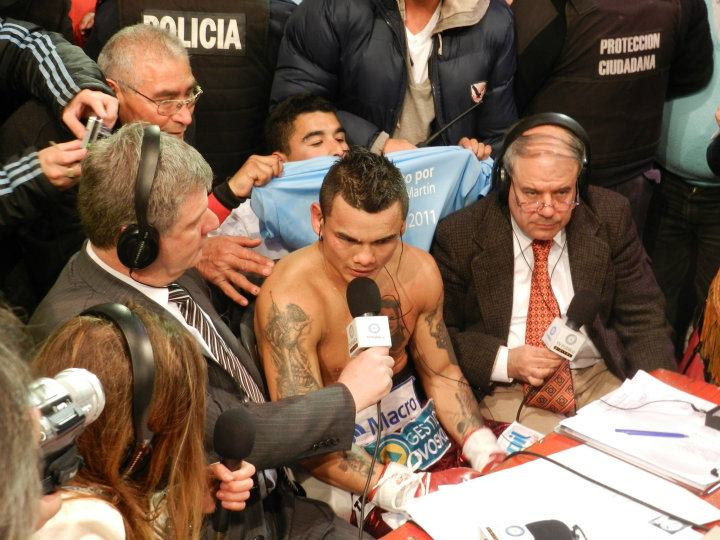
ピーター・ペトロフ戦後、カナル7のボクシング中継放送席でインタビューに応じるマイダナ

2011年9月23日、アルゼンチンでWBA世界スーパーライト級13位のピーター・ペトロフ（ロシア）と対戦し、4回2分44秒KO勝ちを収め初防衛に成功した 。
2012年2月25日、アメリカ合衆国ミズーリ州セントルイスのスコットトレード・センターで元WBC・IBF世界スーパーライト級統一王者のデボン・アレクサンダー（アメリカ）とウェルター級契約10回戦を行い、0-3（2者が90-100、91-99）の判定負けを喫した 。
2012年7月16日、ウェルター級転向のためWBA世界スーパーライト級レギュラー王座を返上。
2012年9月15日、アメリカ合衆国ネバダ州ラスベガスのMGMグランド・ガーデン・アリーナにてサウル・アルバレス対ホセシート・ロペスの前座でヘスス・ソト・カラス（メキシコ）とWBAインターナショナルウェルター級王座決定戦を行い、4回にレフェリーがブレイクした後にもパンチを出し合ったとして両者に1点減点、7回にはレフェリーがブレイクした後にマイダナがソト･カラスを殴り1点減点、7回にソト･カラスからダウンを奪い8回43秒TKO勝ちを収め王座を獲得した。
2012年12月12日、アルゼンチンブエノスアイレスのエスタディオ・ルナ・パルクでアンヘル・マルティネス（メキシコ）とWBAインターコンチネンタルウェルター級王座決定戦を行い、3回1分21秒KO勝ちを収め王座獲得に成功した。
2013年6月8日、アメリカ合衆国カリフォルニア州カーソンの スタブハブ・センター・テニスコートでホセシート・ロペス（アメリカ）と対戦し、序盤はロペスの攻撃に苦戦するが、6回にダウンを奪い、その後立ち上がったロペスに右を連打しそのままレフリーストップ6回1分18秒TKO勝ちを収め初防衛に成功した。
2013年12月14日、アメリカ合衆国・テキサス州・サンアントニオのアラモドームに観衆11,312人を動員して、WBA世界ウェルター級王者エイドリアン・ブローナーと対戦し、2回と8回にダウンを奪い（マイダナは8回に故意に頭突きをしたとして1点減点される）、3-0（115-110、116-109、117-109）の判定勝ちを収め王座獲得に成功、2階級制覇を達成した。その後リングマガジンから2013年度リングマガジン アップセット・オブ・ザ・イヤーに選ばれた。
2014年5月3日、アメリカ合衆国ネバダ州ラスベガスのMGMグランド・ガーデン・アリーナでWBC世界ウェルター級王者のフロイド・メイウェザー・ジュニアと王座統一戦を行い、12回0-2（114-114、111-117、112-116）の判定負けを喫し王座統一に失敗、初防衛に失敗しWBA王座から陥落、WBC王座獲得にも失敗した。
2014年7月29日、WBCが同年9月13日に行われるフロイド・メイウェザー・ジュニアとマルコス・マイダナの再戦をメイウェザーのウェルター級とスーパーウェルター級の2階級同時防衛戦として行うことを承認した。
2014年9月13日、アメリカ合衆国ネバダ州ラスベガスのMGMグランド・ガーデン・アリーナでWBAスーパー・WBC世界ウェルター級王者でWBAスーパー・WBC世界スーパーウェルター級王者のフロイド・メイウェザー・ジュニアとダイレクトリマッチで再戦。2階級の王座が同時に懸けられた（WBA世界スーパーウェルター級スーパー王座は懸けられなかった）異例の試合を行い、10回にメイウェザーを押し倒したとして減点され、12回0-3（111-116、111-116、112-115）の判定負けを喫し4ヵ月ぶりの再戦でリベンジに失敗、WBA王座の獲得に失敗、WBC王座の2階級同時獲得に失敗した。
2015年1月9日、ゴールデンボーイ・プロモーションズからプロモート権を破棄され、ゴールデンボーイ・プロモーションズを離脱した。
その後メイウェザー・ジュニア第2戦後から練習しておらず現役引退することを示唆した。
2016年8月9日、モチベーション低下を理由に現役を正式に引退した。
2022年3月26日にアラブ首長国連邦のドバイで、チャンネル登録者数886万人を誇るウルグアイ人YouTuberのヤオ・カブレラとエキシビションで対戦することが決まっていたが、カブレラが犯罪に関わった疑惑のために試合5日前の3月21日になって出国禁止を宣告されたため試合中止になった。

## 戦績
- プロボクシング：40戦 35勝 (31KO) 5敗

| 戦           | 日付           | 勝敗 | 時間    | 内容    | 対戦相手                                 | 国籍           | 備考                                                                             |
| ------------ | -------------- | ---- | ------- | ------- | ---------------------------------------- | -------------- | -------------------------------------------------------------------------------- |
| 1            | 2004年6月12日  | ☆    | 1R 0:50 | KO      | アダン・バシリオ・ミロンチク             | アルゼンチン   |                                                                                  |
| 2            | 2004年7月24日  | ☆    | 1R 1:50 | TKO     | ヘルマン・オマール・ヘスス・サンチェス   | アルゼンチン   |                                                                                  |
| 3            | 2004年9月4日   | ☆    | 2R 1:53 | TKO     | クリスティアン・パブロ・ガストン・ルイス | アルゼンチン   |                                                                                  |
| 4            | 2004年10月23日 | ☆    | 1R 1:02 | TKO     | ローマン・アルベルト・マルケス           | アルゼンチン   |                                                                                  |
| 5            | 2004年12月18日 | ☆    | 1R 2:13 | TKO     | フランシスコ・ウンベルト・サナブリア     | アルゼンチン   |                                                                                  |
| 6            | 2005年1月29日  | ☆    | 1R 3:00 | TKO     | アドルフォ・エスピノサ                   | アルゼンチン   |                                                                                  |
| 7            | 2005年3月26日  | ☆    | 1R 1:03 | KO      | アベリノ・ビルヒリオ・シルベイラ         | アルゼンチン   |                                                                                  |
| 8            | 2005年5月7日   | ☆    | 4R 1:50 | TKO     | オマール・レオン                         | アルゼンチン   |                                                                                  |
| 9            | 2005年6月18日  | ☆    | 3R 1:45 | TKO     | セルヒオ・ハビエル・ベニテス             | アルゼンチン   |                                                                                  |
| 10           | 2005年8月6日   | ☆    | 6R      | 判定3-0 | ダニエル・べニート・カリケオ             | アルゼンチン   |                                                                                  |
| 11           | 2005年10月1日  | ☆    | 3R 0:44 | TKO     | マルセロ・マルティン・ミランダ           | アルゼンチン   |                                                                                  |
| 12           | 2005年11月26日 | ☆    | 2R 2:20 | KO      | ルーベン・ダリオ・オリバ                 | アルゼンチン   |                                                                                  |
| 13           | 2006年2月11日  | ☆    | 3R 2:20 | KO      | セルヒオ・ハビエル・ベニテス             | アルゼンチン   |                                                                                  |
| 14           | 2006年4月22日  | ☆    | 1R 0:21 | KO      | オマール・レオン                         | アルゼンチン   |                                                                                  |
| 15           | 2006年5月20日  | ☆    | 1R 2:59 | KO      | ルイス・グスタボ・ソーサ                 | アルゼンチン   |                                                                                  |
| 16           | 2006年7月15日  | ☆    | 1R 2:58 | TKO     | アリエル・ヘラルド・アパリシオ           | アルゼンチン   |                                                                                  |
| 17           | 2006年9月23日  | ☆    | 1R 2:13 | KO      | ホセ・エルレイ・スニガ・モンターニョ     | アルゼンチン   |                                                                                  |
| 18           | 2006年12月22日 | ☆    | 3R 2:59 | TKO     | ミゲール・カリスト                       | パナマ         | WBAラテンアメリカスーパーライト級王座決定戦 WBA世界スーパーライト級挑戦者決定戦  |
| 19           | 2007年6月30日  | ☆    | 3R 0:37 | TKO     | ラズロ・コムジャティ                     | ハンガリー     |                                                                                  |
| 20           | 2007年8月16日  | ☆    | 2R 0:28 | TKO     | ジャイロ・ムーラ・ドスサントス           | ブラジル       |                                                                                  |
| 21           | 2007年12月7日  | ☆    | 8R 0:48 | KO      | マヌエル・ガルニカ                       | メキシコ       |                                                                                  |
| 22           | 2008年4月19日  | ☆    | 3R 1:36 | TKO     | アルツーロ・モロア                       | メキシコ       |                                                                                  |
| 23           | 2008年7月11日  | ☆    | 2R 2:34 | TKO     | エスメラルド・ホセ・ダシルバ             | ブラジル       |                                                                                  |
| 24           | 2008年8月29日  | ☆    | 7R 2:35 | KO      | フアン・カルロス・ロドリゲス             | メキシコ       |                                                                                  |
| 25           | 2008年11月1日  | ☆    | 2R 2:04 | KO      | シルベリオ・オルティス                   | メキシコ       |                                                                                  |
| 26           | 2009年2月7日   | ★    | 12R     | 判定1-2 | アンドレアス・コテルニク                 | ウクライナ     | WBA世界スーパーライト級タイトルマッチ                                            |
| 27           | 2009年6月27日  | ☆    | 6R 0:46 | TKO     | ビクター・オルティス                     | アメリカ合衆国 | WBA世界スーパーライト級暫定王座決定戦                                            |
| 28           | 2009年11月21日 | ☆    | 3R 2:20 | KO      | ウィリアム・ゴンサレス                   | パナマ         | WBA暫定防衛1                                                                     |
| 29           | 2010年3月27日  | ☆    | 6R 1:38 | KO      | ビクトル・マヌエル・カージョ             | ドミニカ共和国 | WBA暫定防衛2                                                                     |
| 30           | 2010年8月28日  | ☆    | 12R     | 判定3-0 | デマーカス・コーリー                     | アメリカ合衆国 | WBA暫定防衛3                                                                     |
| 31           | 2010年12月11日 | ★    | 12R     | 判定0-3 | アミール・カーン                         | イギリス       | WBA暫定陥落                                                                      |
| 32           | 2011年4月9日   | ☆    | 12R     | 判定2-0 | エリック・モラレス                       | メキシコ       | WBA世界スーパーライト級暫定王座決定戦→正規王座に認定                             |
| 33           | 2011年9月23日  | ☆    | 4R 2:44 | KO      | ピーテル・ペトロフ                       | ロシア         | WBA防衛1                                                                         |
| 34           | 2012年2月25日  | ★    | 10R     | 判定0-3 | デボン・アレキサンダー                   | アメリカ合衆国 |                                                                                  |
| 35           | 2012年9月15日  | ☆    | 8R 0:43 | TKO     | ヘスス・ソト・カラス                     | メキシコ       |                                                                                  |
| 36           | 2012年12月12日 | ☆    | 3R 1:21 | KO      | アンヘル・マルティネス                   | メキシコ       | WBAインターコンチネンタルウェルター級王座決定戦                                  |
| 37           | 2013年6月8日   | ☆    | 6R 1:18 | TKO     | ホセシート・ロペス                       | アメリカ合衆国 | WBAインターコンチネンタル防衛1                                                   |
| 38           | 2013年12月14日 | ☆    | 12R     | 判定3-0 | エイドリアン・ブローナー                 | アメリカ合衆国 | WBA世界ウェルター級タイトルマッチ                                                |
| 39           | 2014年5月3日   | ★    | 12R     | 判定0-2 | フロイド・メイウェザー・ジュニア         | アメリカ合衆国 | WBA・WBC世界ウェルター級王座統一戦 WBA陥落                                       |
| 40           | 2014年9月13日  | ★    | 12R     | 判定0-3 | フロイド・メイウェザー・ジュニア         | アメリカ合衆国 | WBA・WBC世界ウェルター級タイトルマッチ WBC世界スーパーウェルター級タイトルマッチ |
| テンプレート |                |      |         |         |                                          |                |                                                                                  |

## 獲得タイトル
- WBAフェデラテンスーパーライト級王座
- WBAインターコンチネンタルウェルター級王座
- WBA世界スーパーライト級暫定王座（防衛3）
- WBA世界スーパーライト級暫定王座（防衛0=レギュラー王座に認定）
- WBA世界スーパーライト級レギュラー王座（防衛1=返上）
- WBAインターナショナルウェルター級王座（防衛0）
- WBA世界ウェルター級王座（防衛0）

## 表彰
- 2013年度リングマガジン アップセット・オブ・ザ・イヤー(エイドリアン・ブローナー戦)